# Драго Хорват
Драго Хорват или Јосип Драго Хорват (Бихаћ, 4. јул 1924 — Загреб, 11. јул 2009) био је југословенски и хрватски фудбалер, репрезентативац и фудбалски судија.

## Биографија
Почео је да игра у загребачким клубовима Ферариа и Загорац, а од оснивања Динама из Загреба 1945. године, био је играч тог клуба. Играо је на свим местима у тиму, био је бек, а кад је Динамо у једном тренутку остао без голмана, стајао је на голу. Као одличан играч рукомета био је државни репрезентативац.
У дресу Динама за који је играо у периоду од 1945. до 1955, одиграо је укупно 323 утакмице и двапут освојио титулу државног првака (1948. и 1954), а 1951. освојио је и трофеј Купа Југославије.
Уз два сусрета за „Б“ тим (1950-1951), одиграо је и једну утакмицу за репрезентацију Југославије: 19. јуна 1949. против Норвешке пријатељски меч у Ослу (резултат 3:1).
Био је десетак година фудбалски судија, стекао је звање међународног судије и добио је знак ФИФА. Био је одређен 1970. године да суди на Светском првенству у Мексику. Током тренинга се повредио и није судио на том такмичењу. У лето 1972, на утакмици између селекције Европе и Црвене звезде (4:5) у Београду, завршио је судијску каријеру.
Његов млађи брат је Иван Хорват, такође фудбалски репрезентативац и свестран фудбалер, освајач сребрне медаље на ОИ 1952. у Хелсинкију.

## Успеси
- Динамо Загреб
  - Првенство Југославије: 1948, 1954.
  - Куп Југославије: 1951.